# Tore Vänngård
Tore Vänngård, född 26 mars 1932 i Söderhamn, död i Göteborg den 10 september 2022, var en svensk fysiker.
Han avlade studentexamen 1950 och civilingenjörsexamen 1955 vid Kungliga Tekniska Högskolan. År 1959 blev han filosofie licentiat vid Uppsala universitet varefter han arbetade som lektor vid samma lärosäte fram till 1965. Han avlade filosofie doktorsexamen 1965 i Uppsala. Från 1966 var han verksam vid Göteborgs universitet, först som docent och sedan 1974 som professor i biofysik. Han invaldes som ledamot av Vetenskapsakademien 1982 och i Kungliga Vetenskaps- och Vitterhets-Samhället i Göteborg samma år.